# Tomislav Ivić
Tomislav Ivić (Spalato, 30 giugno 1933 – Spalato, 24 giugno 2011) è stato un calciatore e allenatore di calcio jugoslavo, dal 1991 croato, nonché più vincente allenatore croato di sempre.

## Carriera
Per i primi anni della sua carriera, viene ricordato soprattutto per il grande impatto che ebbe sul calcio della sua nazione, e in particolare della sua città, Spalato. Inaugurò infatti un ciclo vincente con l'Hajduk Spalato, la prima squadra della città, intervallato da una vincente esperienza all'Ajax come sostituto di Rinus Michels. Il suo sogno era di portare il club a vincere la Coppa Campioni, e si diceva convinto che col tempo avrebbe potuto farcela, ma ogni tentativo si infranse dopo combattutissimi match nel corso dei 120'.
Proprio il "suo" Hajduk stava giocando un sentitissimo incontro contro la Stella Rossa di Belgrado in diretta televisiva nazionale quando venne annunciata agli spettatori, agli spalti e a casa, la morte del Maresciallo Tito, generando un gigantesco momento di commozione comune e totale.
Dalla seconda metà degli anni settanta alla fine degli anni novanta ha girato mezza Europa, vincendo numerosi titoli nazionali, coppe nazionali e coppe intercontinentali.
La prima tappa del suo tour Europeo uscito pressoché definitivamente dalla Jugoslavia, lo vede conquistare il titolo in Belgio nel 1980-81. Segue una serie di avventure meno soddisfacenti in giro per il Meditterranneo (Galatasaray, Panathīnaïkos, Dinamo Zagabria) prima di ritrovare la via della vittoria al Porto, dove rimpiazza con successo Artur Jorge, conquistatore della Coppa Campioni l'anno precedente.
Approda in Francia nel 1988 firmando per il Paris Saint-Germain. Nella prima stagione da allenatore a Parigi ottiene buoni risultati, arrivando a soli tre punti dall'Olympique di Marsiglia campione. La seconda stagione nella squadra parigina si rivela più deludente, con una rovinosa eliminazione in Coppa UEFA dalla Juventus e una mediocre quinta posizione.
Si sposta in Spagna ad allenare l'Atlético Madrid per una stagione, con un secondo posto in campionato come piazzamento. Nel 1991 torna in Ligue 1, questa volta sulla panchina dell'Olympique Marsiglia, la quale allenerà solo per quattro mesi per poi venir sostituito a causa dello suo stile difensivo non ritenuto allineato con la squadra.
Il finale di carriera oltre che un duplice ritorno in Belgio, allo Standard Liegi, e all'Olympique, lo vede tentare avventure ancora più esotiche rispetto al passato, sulla panchina degli Emirati Arabi Uniti, dell'Al-Wasl, del Persepolis, e dell'Al-Ittihad, arrivando in Finale di Coppa D'Asia coi primi e vincendo la Coppa del Principe della Corona Saudita coi secondi, ultimo trofeo della sua ricca bacheca.
L'unica esperienza italiana è stata ad Avellino nel 1985-86, in Serie A, da direttore tecnico in cui, con Enzo Robotti come allenatore, guidò la squadra alla salvezza. Nel 1991 stava per accordarsi con la Juventus, salvo poi dovervi rinunciare dal momento che la società bianconera era riuscita a far ritornare Trapattoni dall'Inter. A Coverciano fu docente alla Scuola per allenatori, fondata da Italo Allodi.
È morto il 24 giugno 2011, qualche giorno prima del suo 78º compleanno.

## Statistiche

### Statistiche da allenatore

#### Club
In grassetto le competizioni vinte. Dati parziali, aggiornati al 5 gennaio 2015.
| Stagione                   | Squadra                    | Campionato                 | Campionato | Campionato | Campionato | Campionato | Coppe nazionali | Coppe nazionali | Coppe nazionali | Coppe nazionali | Coppe nazionali | Coppe continentali | Coppe continentali | Coppe continentali | Coppe continentali | Coppe continentali | Altre coppe | Altre coppe | Altre coppe | Altre coppe | Altre coppe | Totale | Totale | Totale | Totale | % Vittorie | Piazzamento   |
| Stagione                   | Squadra                    | Comp                       | G          | V          | N          | P          | Comp            | G               | V               | N               | P               | Comp               | G                  | V                  | N                  | P                  | Comp        | G           | V           | N           | P           | G      | V      | N      | P      | %          | Piazzamento   |
| -------------------------- | -------------------------- | -------------------------- | ---------- | ---------- | ---------- | ---------- | --------------- | --------------- | --------------- | --------------- | --------------- | ------------------ | ------------------ | ------------------ | ------------------ | ------------------ | ----------- | ----------- | ----------- | ----------- | ----------- | ------ | ------ | ------ | ------ | ---------- | ------------- |
| 1967-1968                  | RNK Spalato                | DL                         | 34         | 14         | 6          | 14         | CJ              | ?               | ?               | ?               | ?               | -                  | -                  | -                  | -                  | -                  | -           | -           | -           | -           | -           | 34     | 14     | 6      | 14     | 41,18      | 8º            |
| giu. 1972                  | Hajduk Spalato             | PL                         | -          | -          | -          | -          | CJ              | 1               | 1               | 0               | 0               | -                  | -                  | -                  | -                  | -                  | -           | -           | -           | -           | -           | 1      | 1      | 0      | 0      | 100,00&    | Sub. 10º      |
| 1972-1973                  | Sebenico                   | DL                         | 34         | 13         | 10         | 11         | -               | -               | -               | -               | -               | -                  | -                  | -                  | -                  | -                  | -           | -           | -           | -           | -           | 34     | 13     | 10     | 11     | 38,24      | 5º            |
| 1973-1974                  | Hajduk Spalato             | PL                         | 34         | 18         | 9          | 7          | CJ              | 6               | 4               | 2               | 0               | -                  | -                  | -                  | -                  | -                  | -           | -           | -           | -           | -           | 40     | 22     | 11     | 7      | 55,00      | 1º            |
| 1974-1975                  | Hajduk Spalato             | PL                         | 34         | 20         | 6          | 8          | CJ              | 5               | 5               | 0               | 0               | CC                 | 4                  | 3                  | 0                  | 1                  | -           | -           | -           | -           | -           | 43     | 28     | 6      | 9      | 65,12      | 1º            |
| 1975-1976                  | Hajduk Spalato             | PL                         | 34         | 19         | 11         | 4          | CJ              | 5               | 5               | 0               | 0               | CC                 | 6                  | 5                  | 0                  | 1                  | -           | -           | -           | -           | -           | 45     | 29     | 11     | 5      | 64,44      | 2º            |
| 1976-1977                  | Ajax                       | ED                         | 34         | 23         | 6          | 5          | CO              | 1               | 0               | 0               | 1               | CU                 | 2                  | 1                  | 0                  | 1                  | -           | -           | -           | -           | -           | 37     | 24     | 6      | 7      | 64,86      | 1º            |
| 1977-1978                  | Ajax                       | ED                         | 34         | 20         | 9          | 5          | CO              | 7               | 4               | 1               | 2               | CC                 | 6                  | 3                  | 2                  | 1                  | -           | -           | -           | -           | -           | 47     | 27     | 12     | 8      | 57,45      | 2º            |
| Totale Ajax                | Totale Ajax                | Totale Ajax                | 68         | 43         | 15         | 10         |                 | 8               | 4               | 1               | 3               |                    | 8                  | 4                  | 2                  | 2                  |             | -           | -           | -           | -           | 84     | 51     | 18     | 15     | 60,71      |               |
| 1978-1979                  | Hajduk Spalato             | PL                         | 34         | 20         | 10         | 4          | CJ              | 1               | 0               | 1               | 0               | CU                 | 4                  | 2                  | 0                  | 2                  | -           | -           | -           | -           | -           | 39     | 22     | 11     | 6      | 56,41      | 1º            |
| 1979-1980                  | Hajduk Spalato             | PL                         | 34         | 15         | 8          | 11         | CJ              | 1               | 0               | 0               | 1               | CC                 | 6                  | 4                  | 0                  | 2                  | -           | -           | -           | -           | -           | 41     | 19     | 8      | 14     | 46,34      | 5º            |
| 1980-1981                  | Anderlecht                 | D1                         | 34         | 26         | 5          | 3          | CB              | 1               | 0               | 0               | 1               | CU                 | 2                  | 1                  | 0                  | 1                  | -           | -           | -           | -           | -           | 37     | 27     | 5      | 5      | 72,97      | 1º            |
| 1981-1982                  | Anderlecht                 | D1                         | 34         | 19         | 8          | 7          | CB              | 3               | 2               | 0               | 1               | CC                 | 8                  | 5                  | 2                  | 1                  | SB          | 1           | 0           | 1           | 0           | 46     | 26     | 11     | 9      | 56,52      | 2º            |
| ago.-set. 1982             | Anderlecht                 | D1                         | 8          | 4          | 1          | 3          | CB              | 1               | 1               | 0               | 0               | CU                 | 1                  | 1                  | 0                  | 0                  | -           | -           | -           | -           | -           | 10     | 6      | 1      | 3      | 60,00      | Eson.         |
| Totale Anderlecht          | Totale Anderlecht          | Totale Anderlecht          | 76         | 49         | 14         | 13         |                 | 5               | 3               | 0               | 2               |                    | 11                 | 7                  | 2                  | 2                  |             | 1           | 0           | 1           | 0           | 93     | 59     | 17     | 17     | 63,44      |               |
| 1983-1984                  | Galatasaray                | T.1L                       | 34         | 17         | 10         | 7          | TK              | 6               | 2               | 2               | 2               | -                  | -                  | -                  | -                  | -                  | CB          | 4           | 1           | 0           | 3           | 44     | 20     | 12     | 12     | 45,45      | 3º            |
| ott. 1984-mag. 1985        | Dinamo Zagabria            | PL                         | 20         | 10         | 4          | 6          | CJ              | 4               | 2               | 1               | 1               | -                  | -                  | -                  | -                  | -                  | -           | -           | -           | -           | -           | 24     | 12     | 5      | 7      | 50,00      | Sub. Eson.    |
| 1985-feb. 1986             | Avellino                   | A                          | 22         | 5          | 8          | 9          | CI              | 5               | 1               | 3               | 1               | -                  | -                  | -                  | -                  | -                  | -           | -           | -           | -           | -           | 27     | 6      | 11     | 10     | 22,22      | Eson.         |
| ago.-nov. 1986             | Panathīnaïkos              | AE                         | 6          | 1          | 4          | 1          | CG              | -               | -               | -               | -               | CC                 | 2                  | 1                  | 0                  | 1                  | -           | -           | -           | -           | -           | 8      | 2      | 4      | 2      | 25,00      | Eson.         |
| 1987-1988                  | Porto                      | PD                         | 38         | 29         | 8          | 1          | CP              | 9               | 6               | 3               | 0               | CC                 | 4                  | 2                  | 0                  | 2                  | SU+CInt     | 2+1         | 2+1         | 0+0         | 0+0         | 54     | 40     | 11     | 3      | 74,07      | 1º            |
| 1988-1989                  | Paris Saint-Germain        | D1                         | 38         | 19         | 13         | 6          | CF              | 5               | 3               | 1               | 1               | -                  | -                  | -                  | -                  | -                  | -           | -           | -           | -           | -           | 43     | 22     | 14     | 7      | 51,16      | 2°            |
| 1989-1990                  | Paris Saint-Germain        | D1                         | 38         | 18         | 6          | 14         | CF              | 1               | 0               | 0               | 1               | CU                 | 4                  | 1                  | 1                  | 2                  | -           | -           | -           | -           | -           | 43     | 19     | 7      | 17     | 44,19      | 5°            |
| Totale Paris Saint-Germain | Totale Paris Saint-Germain | Totale Paris Saint-Germain | 76         | 37         | 19         | 20         |                 | 6               | 3               | 1               | 2               |                    | 4                  | 1                  | 1                  | 2                  |             | -           | -           | -           | -           | 86     | 41     | 21     | 24     | 47,67      |               |
| set. 1990-1991             | Atlético Madrid            | PD                         | 37         | 17         | 12         | 8          | CR              | 6               | 3               | 1               | 2               | CU                 | 2                  | 1                  | 0                  | 1                  | -           | -           | -           | -           | -           | 45     | 21     | 13     | 11     | 46,67      | Sub. 2°       |
| ago.-nov. 1991             | Olympique Marsiglia        | D1                         | 13         | 8          | 4          | 1          | CF              | -               | -               | -               | -               | CC                 | 3                  | 3                  | 0                  | 0                  | -           | -           | -           | -           | -           | 16     | 11     | 4      | 1      | 68,75      | Eson.         |
| ago.-ott. 1992             | Benfica                    | PD                         | 8          | 4          | 2          | 2          | CP              | -               | -               | -               | -               | CU                 | 3                  | 3                  | 0                  | 0                  | -           | -           | -           | -           | -           | 11     | 7      | 2      | 2      | 63,64      | Eson.         |
| 1993-gen. 1994             | Porto                      | PD                         | 17         | 9          | 6          | 2          | CP              | 2               | 2               | 0               | 0               | UCL                | 6                  | 3                  | 2                  | 1                  | SP          | 2           | 1           | 0           | 1           | 27     | 15     | 8      | 4      | 55,56      | Eson.         |
| Totale Porto               | Totale Porto               | Totale Porto               | 55         | 38         | 14         | 3          |                 | 11              | 8               | 3               | 0               |                    | 10                 | 5                  | 2                  | 3                  |             | 5           | 4           | 0           | 1           | 81     | 55     | 19     | 7      | 67,90      |               |
| dic. 1994-1995             | Fenerbahçe                 | T.1L                       | 17         | 11         | 3          | 3          | TK              | 4               | 2               | 2               | 0               | -                  | -                  | -                  | -                  | -                  | CPM         | 1           | 0           | 1           | 0           | 22     | 13     | 6      | 3      | 59,09      | Sub. 4º       |
| 1995-1996                  | Al-Wasl                    | UAE                        | 18+5       | 10+3       | 5+1        | 3+1        | CEA             | 2               | 1               | 1               | 0               | -                  | -                  | -                  | -                  | -                  | -           | -           | -           | -           | -           | 25     | 14     | 7      | 4      | 56,00      | 3°            |
| ott.-nov. 1997             | Hajduk Spalato             | 1. HNL                     | 4          | 1          | 2          | 1          | HNK             | 1               | 1               | 0               | 0               | -                  | -                  | -                  | -                  | -                  | -           | -           | -           | -           | -           | 17     | 11     | 3      | 3      | 64,71      | Interim       |
| Totale Hajduk Spalato      | Totale Hajduk Spalato      | Totale Hajduk Spalato      | 174        | 93         | 46         | 35         |                 | 20              | 16              | 3               | 1               |                    | 20                 | 14                 | 0                  | 6                  |             | -           | -           | -           | -           | 214    | 123    | 49     | 42     | 57,48      |               |
| 1998-1999                  | Standard Liegi             | D1                         | 34         | 17         | 3          | 14         | CB+CdL          | 6+2             | 4+2             | 1+0             | 1+0             | -                  | -                  | -                  | -                  | -                  | -           | -           | -           | -           | -           | 42     | 23     | 4      | 15     | 54,76      | 6º            |
| 1999-2000                  | Standard Liegi             | D1                         | 7          | 1          | 1          | 5          | CB+CdL          | 1+1             | 0+0             | 0+0             | 1+1             | -                  | -                  | -                  | -                  | -                  | -           | -           | -           | -           | -           | 9      | 1      | 1      | 7      | 11,11      | Eson. Sub. 5º |
| giu.-dic. 2000             | Standard Liegi             | D1                         | 18         | 10         | 4          | 4          | CB              | 2               | 1               | 0               | 1               | Int.               | 8                  | 2                  | 5                  | 1                  | -           | -           | -           | -           | -           | 28     | 13     | 9      | 6      | 46,43      | Dimis.        |
| Totale Standard Liegi      | Totale Standard Liegi      | Totale Standard Liegi      | 59         | 28         | 8          | 23         |                 | 12              | 7               | 1               | 4               |                    | 8                  | 2                  | 5                  | 1                  |             | -           | -           | -           | -           | 79     | 37     | 14     | 28     | 46,84      |               |
| apr.-mag. 2001             | Olympique Marsiglia        | D1                         | 4          | 2          | 1          | 1          | CF+CdL          | -               | -               | -               | -               | -                  | -                  | -                  | -                  | -                  | -           | -           | -           | -           | -           | 4      | 2      | 1      | 1      | 50,00      | Sub. 15°      |
| set.-nov. 2001             | Olympique Marsiglia        | D1                         | 11         | 4          | 5          | 2          | CF+CdL          | -               | -               | -               | -               | -                  | -                  | -                  | -                  | -                  | -           | -           | -           | -           | -           | 11     | 4      | 5      | 2      | 36,36      | Sub. Dimis.   |
| Totale Olympique Marsiglia | Totale Olympique Marsiglia | Totale Olympique Marsiglia | 28         | 14         | 10         | 4          |                 | -               | -               | -               | -               |                    | 3                  | 3                  | 0                  | 0                  |             | -           | -           | -           | -           | 31     | 17     | 10     | 4      | 54,84      |               |
| 2003-2004                  | Al-Ittihad                 | SPL                        | 23         | 17         | 5          | 1          | CPC             | 5               | 5               | 0               | 0               | ACL                | 6                  | 4                  | 1                  | 1                  | -           | -           | -           | -           | -           | 34     | 26     | 6      | 2      | 76,47      | 2°            |
| ago.-nov. 2004             | Al-Ittihad                 | SPL                        | 9          | 5          | 3          | 1          | CPC             | -               | -               | -               | -               | ACL                | 5                  | 2                  | 2                  | 1                  | -           | -           | -           | -           | -           | 14     | 5      | 3      | 11     | 35,71      | Eson.         |
| Totale Al-Ittihad          | Totale Al-Ittihad          | Totale Al-Ittihad          | 32         | 22         | 8          | 2          |                 | 5               | 5               | 0               | 0               |                    | 11                 | 6                  | 3                  | 2                  |             | -           | -           | -           | -           | 48     | 33     | 11     | 4      | 68,75      |               |
| Totale carriera            | Totale carriera            | Totale carriera            | 803        | 429        | 199        | 175        |                 | 92              | 57              | 17              | 18              |                    | 82                 | 47                 | 15                 | 20                 |             | 11          | 5           | 2           | 4           | 988    | 538    | 233    | 217    | 54,45      |               |

#### Panchine da commissario tecnico della nazionale croata
| Cronologia completa delle presenze e delle reti in nazionale ― Croazia | Cronologia completa delle presenze e delle reti in nazionale ― Croazia | Cronologia completa delle presenze e delle reti in nazionale ― Croazia | Cronologia completa delle presenze e delle reti in nazionale ― Croazia | Cronologia completa delle presenze e delle reti in nazionale ― Croazia | Cronologia completa delle presenze e delle reti in nazionale ― Croazia | Cronologia completa delle presenze e delle reti in nazionale ― Croazia | Cronologia completa delle presenze e delle reti in nazionale ― Croazia |
| Data                                                                   | Città                                                                  | In casa                                                                | Risultato                                                              | Ospiti                                                                 | Competizione                                                           | Reti                                                                   | Note                                                                   |
| ---------------------------------------------------------------------- | ---------------------------------------------------------------------- | ---------------------------------------------------------------------- | ---------------------------------------------------------------------- | ---------------------------------------------------------------------- | ---------------------------------------------------------------------- | ---------------------------------------------------------------------- | ---------------------------------------------------------------------- |
| 16-11-1994                                                             | Palermo                                                                | Italia                                                                 | 1 – 2                                                                  | Croazia                                                                | Qual. Euro 1996                                                        | 2 Davor Šuker                                                          | Cap:Z. Boban                                                           |
| Totale                                                                 |                                                                        | Presenze                                                               | 1                                                                      |                                                                        | Reti                                                                   | 2                                                                      |                                                                        |

## Palmarès

### Allenatore

#### Competizioni nazionali
- Campionato jugoslavo: 3

Hajduk Spalato: 1973-1974, 1974-1975, 1978-1979
- Coppa di Jugoslavia: 4

Hajduk Spalato: 1972, 1973 1974, 1975-1976
- Campionato olandese: 1

Ajax: 1976-1977
- Campionato belga: 1

Anderlecht: 1980-1981
- Campionato portoghese: 1

Porto: 1987-1988
- Coppa di Portogallo: 1

Porto: 1987-1988
- Coppa del Principe della Corona saudita: 1

Al-Ittihad: 2003-2004

#### Competizioni internazionali
- Supercoppa UEFA: 1

Porto: 1987
- Coppa Intercontinentale: 1

Porto: 1987